# 中原一歩
中原 一歩（なかはら いっぽ、1977年 - ）は日本のノンフィクション作家。佐賀県出身。

## 概要
19歳で上京した際に、雑誌で見て関心を持っていた天ぷら料理家の近藤文夫が営む店で、10万円を持って天ぷらを食べに行き、「いつかそれを題材に本を書きたい」と思ったという。ピースボートの専従スタッフを務めていた1990年代後半、面識のなかった小林カツ代に新年用の黒豆を船上で調理してもらうことを思い立ち、直接電話をしたことがきっかけで交友を持つことになり、後年小林の評伝『私が死んでもレシピは残る　小林カツ代伝』を著した。
2008年から東京を拠点にするフリーランスのライターに。
雑誌『AERA』の特集記事や人物ノンフィクション連載「現代の肖像」の記事を手がける。2016年からは「Yahoo!ニュース」が配信する特集記事の監修に携わり、本人が執筆した作品も発表している。
その他、『文藝春秋』『週刊文春』『週刊現代』『現代ビジネス』『文春デジタル』『ウェブ論座』『dancyu』などに執筆をしている。
2021年10月2日、週刊文春電子版の検証ルポ「小山田圭吾事件」により第28回「編集者が選ぶ雑誌ジャーナリズム賞」作品賞を受賞した。

## 著書
- 『奇跡の災害ボランティア石巻モデル』（2011年、朝日新聞出版）ISBN 4022734221
- 『水の都『石巻』が消えた日』（2012年、英治出版、2012年）ISBN 9784022734228
- 『十五歳の扉『大好き』を見つけよう』（2013年、講談社）ISBN 4062181304
- 『最後の職人・池波正太郎が愛した近藤文夫』（2013年、講談社）ISBN 4062186357
- 『私が死んでもレシピは残る 小林カツ代伝』（2017年、文藝春秋）ISBN 4163903968
- 『小林カツ代伝 私が死んでもレシピは残る』（2019年、文藝春秋）ISBN 416791266X
- 『マグロの最高峰』（2019年、NHK出版）ISBN  4140886099
- 『「㐂寿司」のすべて。～本当の江戸前鮨を食べたことがありますか？』（2020年、プレジデント社）ISBN 4833451700
- 『本当に君は総理大臣になれないのか』小川淳也との共著（2021年、講談社現代新書）ISBN 978-4065230664
- 『寄せ場のグルメ』（2023年、潮出版）ISBN 4267023840
- 『小山田圭吾 炎上の「嘘」 東京五輪騒動の知られざる真相』（2024年、文藝春秋）ISBN 4163918779